# Museu de les Màscares Mediterrànies
El Museu de les Màscares Mediterrànies (en sard: Museu de sas Caratzas Mediterràneas) de Mamujada és un museu sard dedicat a les màscares tradicionals de l'illa i de tots els pobles de la mar Mediterrània.

## Història
El museu, fundat el 2001 a Mamujada, una vila que acull un dels carnavals més coneguts de Sardenya, exposa les màscares tradicionals del poble, però també d'altres llocs sards, de la Mediterrània i d’Europa, a través d’una exposició que combina els objectes de la col·lecció amb tecnologies multimèdia.
Gestionat per la cooperativa Viseras, que pren el seu nom del terme utilitzat a Mamujada per a les viseres dels Mamuthones i dels Issohadores (personatges del carnaval local), i que també organitza el festival MaMuMask dedicat a les màscares tradicionals, forma part del sistema museístic MaMu (MamujadaMuseos), que també inclou el Museu MATer - Museu d'Arqueologia i del Territori i el Museu de la Cultura i del Treball.
L’any 2017, per millorar les visites dels qui arriben d'altres països, que representen el 40% dels visitants, el museu va posar a disposició de tothom una aplicació per a dispositius mòbils amb Android o iOS anomenada Mamujada4You. Aquesta aplicació permet als usuaris llegir informació sobre el museu, el poble i tot el seu territori segons el seu lloc de procedència i els seus interessos: cultura, arqueologia o enogastronomia.
El 2021, a causa del tancament del museu al públic per la pandèmia de la COVID-19, la cooperativa Viseras va organitzar una sèrie de tallers didàctics en línia per a mestres i infants de les escoles del poble, amb l’objectiu de permetre’ls fer una visita guiada a distància i aprendre nova informació sobre els carnavals de la Mediterrània, fins i tot en aquella situació.

## Exposició
El museu està dividit en tres sales, relacionades amb el tema de les màscares.

### Sala 1 - Mamujada i les seves tradicions
Aquesta sala està dedicada a les tradicions de Mamujada i al seu carnaval, amb imatges, vídeos, sons, músiques i textos, i fins i tot amb una part de material dedicat a les diferents teories sobre l’origen dels Mamuthones i Issohadores.

### Sala 2 - Sala del carnaval barbarellí
Aquesta sala està dedicada al carnaval barbarellí, i els visitants poden trobar algunes màscares del centre de Sardenya, on aquestes tradicions s'han conservat durant segles, com els Boes i els Merdules d'Otzana o els Thurpos d'Oroteddi.

### Sala 3 - Sala del Mediterrani
En aquesta sala, dividida en tres parts, es poden veure imatges i objectes relacionats amb els carnestoltes d'altres territoris d’Europa, organitzats per àrea geogràfica: en un costat, els de l'arc alpí, i en les altres dues parts, els de la Península Ibèrica i els dels Balcans.